# Daucus muricatus
Carotte épineuse, Carotte muriquée, Daucus épineux
Espèce
Statut de conservation UICN

LC : Préoccupation mineure
Daucus muricatus, en français Carotte épineuse, Carotte muriquée ou Daucus épineux, est une espèce de plantes à fleurs annuelles de la famille des Apiaceae et du genre Daucus, originaire de l'ouest de la région méditerranéenne.

## Taxonomie
L'espèce est décrite en premier par le naturaliste Carl von Linné en 1753, qui la classe dans le genre Artedia sous le basionyme Artedia muricata. En 1762, Linné déplace l'espèce dans le genre Daucus sous le nom correct Daucus muricatus,,.

### Synonymes
Daucus muricatus a pour synonymes :
- Archangelica officinalis subsp. littoralis (C.Agardh ex DC.) Dostál[3]
- Artedia muricata L., 1753[1],[2],[3]
- Ballimon muricatulum Raf.[3]
- Ballimon muricatus (L.) Raf., 1838[1],[2],[3]
- Caucalis muricata (L.) Crantz[2],[3]
- Daucus bessarabicus DC., 1830[1]
- Daucus grandiflorus Desf.[2],[3]
- Daucus hispidissimus Sennen[2],[3]
- Daucus muricatus f. heterocarpus Sennen[3]
- Daucus muricatus f. heterocarpus Sennen ex Maire[3]
- Daucus muricatus f. macrocarpus Sennen[3]
- Daucus muricatus var. decumbens Batt.[3]
- Daucus muricatus var. erectus Batt.[3]
- Daucus muricatus var. hispidissimus Sennen[3]
- Daucus muricatus var. hispidissimus Sennen ex Maire[3]
- Daucus muricatus var. littoralis DC.[3]
- Daucus pumilus Drude[2],[3]
- Orlaya intermedia Boiss.[2],[3]
- Peltactila grandiflora Raf.[2],[3]
- Platyspermum grandiflorum Pomel[2]
- Platyspermum grandiflorum (Desf.) Pomel[3]
- Platyspermum muricatum (L.) Hoffm.[2],[3]

### Noms vulgaires et vernaculaires
Cette espèce se nomme en français « Carotte épineuse »,, « Carotte muriquée » ou « Daucus épineux ».
Elle reçoit divers noms dans d'autres langues :
- En italien carota capo-bianco
- En portugais cenoura-brava
- En espagnol zanahoria brava, zanahoria silvestre
- En suédois spikmorot

## Description

### Appareil végétatif
C'est une plante annuelle ou bisannuelle d'une hauteur de (15)30-80 cm, érigée, d'un vert obscur, hérissée à la base. La tige est dressée, scabre-pubescente de longs poils (de 1 à 2 mm) rétrorses. Elle est épaissie aux nœuds, à rameaux étalés-dressés. Les feuilles sont molles, lancéolées dans leur pourtour, à trois pennes, à segments découpés en lanières étroites et mucronulées.

### Appareil reproducteur
Les fleurs sont blanches, celles de la circonférence rayonnantes, la centrale non purpurine. Elles sont disposées en ombelles opposées aux feuilles, à la fin contractées, la terminale plus courte que les latérales. Le réceptacle ombellaire est non dilaté ; l'involucelle est à folioles linéaires-sétacées. Le fruit est gros, elliptique, comprimé, armé d'aiguillons très élargis et confluents à la base, égalant sa largeur, les côtes de la commissure contiguës, parallèles. La plante fleurit en juin et juillet en France, dès avril au Maroc.

### Variabilité
C'est une espèce assez variable, dont le port, parfois décombant, la pubescence des tiges, simple ou double ou la présence de méricarpes à aiguillons courts ont entraîné la description de plusieurs variétés au Maghreb. Cependant, aucune n'est reconnue selon GBIF (20 mars 2021).

## Habitat et écologie
La Carotte épineuse est une plante nitrophile. Elle pousse sur les sables maritimes, dans les espaces incultes, secs et ouverts, sur les marnes argileuses, et les bords de route. Elle se rencontre du bord de mer jusqu'à 2 300 m d'altitude.

## Répartition
La Carotte épineuse est endémique de l'ouest de la région méditerranéenne. Plus précisément, elle est indigène en Algérie, aux Açores, en Corse, Espagne, Italie, Libye, au Maroc, Portugal, en Sardaigne, Sicile et Tunisie.
L'espèce est commune et répandue dans sa zone d'origine, la population étant donc supposée stable. Cependant, elle serait rare en Corse.